# Canal Alster-Beste

El Canal Alster-Trave és la via navegable que va inaugurar-se entre Hamburg i Lübeck a l'inici del segle xvi. El canal va funcionar del 1529 fins que la resclosa de Neritz va destrossar-se el 1550.

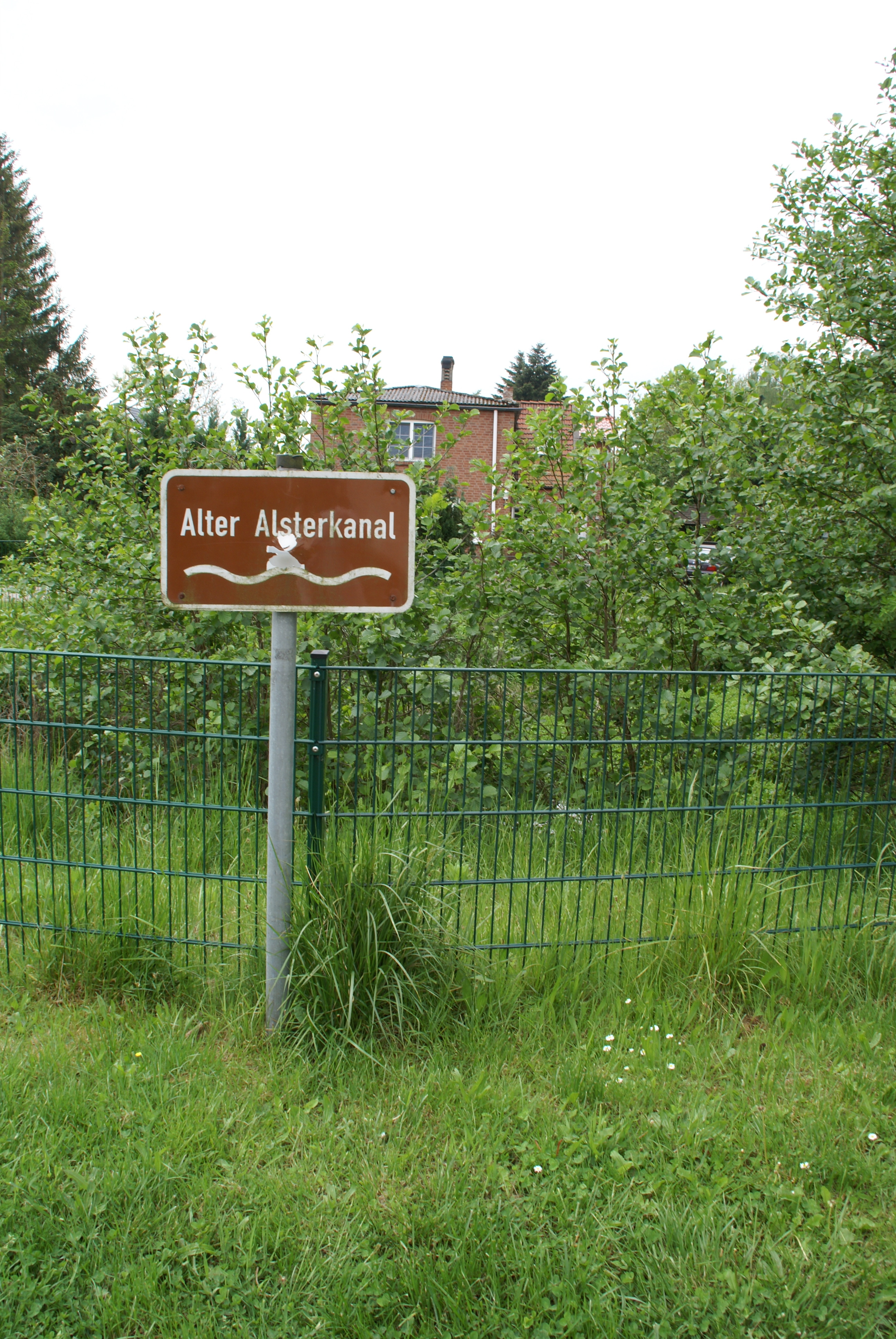
El canal a Sülfeld

La via d'aigua medieval entre Hamburg i Lübeck té noms varis: Canal Alster-Beste (alemany: Alster-Beste-Kanal) el que refereix al tram de connexió de 8 km entre l'Alster i el riu Norderbeste, l'única part del canal que és totalment fet per l'home, tot i que van profitar trossos de rierols o estanys ara desapareguts d'una regió molt húmida. El resta de la connexió navegable es constitueix de l'Alster i del Norberbeste canalitzats. S'utilitzen també les denominacions Alter Alsterkanal (alemany per a antic canal de l'Alster) a Sülfeld o Alte Alster per al tram entre el poble de Stegen i l'afluent del Mühlenbach.

## Història
Des de l'inici de l'edat mitjana, els negociants de la ciutat hanseàtica d'Hamburg somiaven d'una via comercial segura que la connectés amb la ciutat germana de Lübeck i els mercats del mar bàltic. La travessia marítima pel Kattegat i l'Skagerrak era llarga i perillosa a més a més que les relacions amb el regne veí de Dinamarca no eren sempre amistoses. La travessia terrestre a través de Holstein era aventurada. Els senders no eren només poc practicables, sovint inundats o polsosos per raó del terra inestable, sorròs o marjalenc sinó també perillosos car sempre amenaçats per lladres de camí ral i milícies de senyors poc escrupolosos àvids d'un peatge fàcil. Aquesta situació no era gaire propici al comerç. La via aquàtica va ser l'única solució realista en aquesta època.
El 1448 Hamburg va concloure amb el senyor del país, el comte de Holstein, Adolf VIII de Schauenburg (1401-1459) un primer pacte. La construcció començà tot seguit el mateix any. Per limitar els costs, van optar per a un trajecte més llarg que permetia aprofitar un màxim de rius existents: a l'oest els 40 quilòmetres de l'Alster, a l'est de Sülfeld els 15 quilòmetres del Beste que desemboca al Trave navegable des de Oldesloe, on queden uns 28 quilòmetres cap a Lübeck. Al trajecte total de 91 quilòmetres només calia cavar els vuit quilòmetres que separen Stegen de Sülfeld. Era nogensmenys una tasca titanesca per vèncer els 28 metres de desnivell d'Hamburg fins a la divisòria d'aigües entre el mar del Nord i els 33 metres de l'altre costat de la divisòria fins al mar bàltic. L'escala de rescloses necessària per a la baixada abrupte entre el punt culminant a Sülfeld i el riu Beste es palesava quasi insuperable amb la technologia d'aleshores. El 1452, la ciutat d'Hamburg va parar l'obra, tot i que els sis primers quilòmetres des de Stegen eren prests pel servei. La ciutat va limitar-se a canalitzar l'Alster fins Stegen, un objectiu que s'atenyé el 1465. Des d'enllà, les mercaderies passaven per via terrestre cap a Oldesloe.

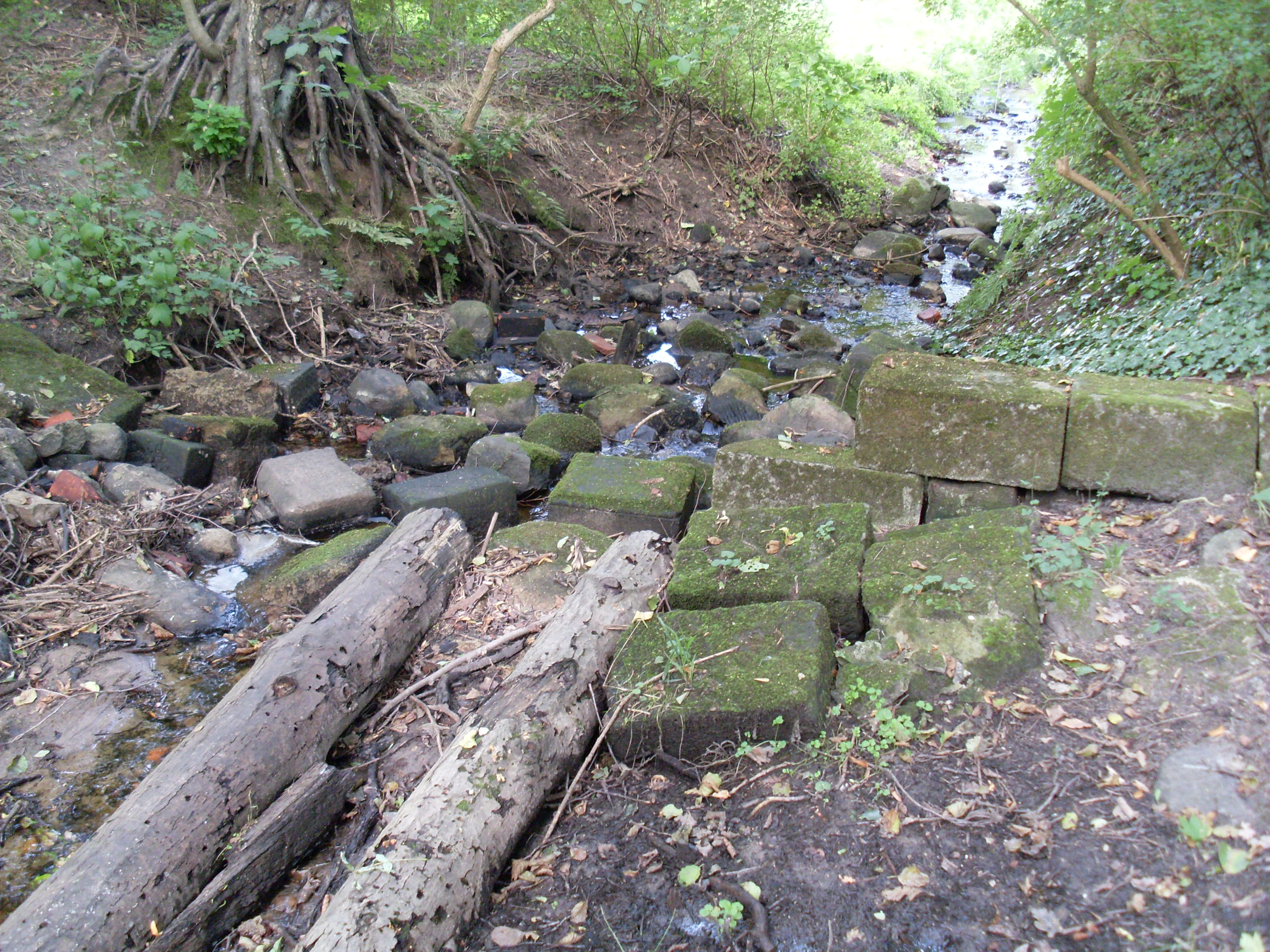
Ruïnes de l'escala de rescloses a Sülfeld

El 1526 el projecte va tornar a l'actualitat quan Hamburg i Lübeck van pactar amb el rei danès Frederic I de Dinamarca (1471 - 1533) per finançar junts la construcció. Segons les factures conservades, el canal va excavar-se a 14 metres d'amplada i 1,7 metres de profunditat. Al tram a l'Alster superior ja canalitzat al segle XV les nou velles rescloses existints van totes ser renovades. En total s'havien de construir 23 de rescloses i 26 ponts. L'agost del 1529, els primers quatre vaixells van fer la travessia. Calia aleshores set dies per fer el viatge d'Hamburg a Lübeck.
Com que l'arxiu de la ciutat i de la Cambra de comerç d'Hamburg va cremar-se a l'incendi d'Hamburg del 1842, no es té cap idea del volum de les mercaderies transportades per la nova via navegable. La vida del canal va ser molt curt. Ja el 1550 la navegació va parar-se. Hi havia un concurs de circumstàncies nefastes per al manteniment de l'obra d'art: la dificultat de proveure prou aigua a la divisòria d'aigües i de mantenir els talussos força instables, però també l'oposició dels senyors feudals que posseïen els marges del canal que van tot i sabotejar l'ús del canal, com Jasper de Buchwalt de Borstel que va construir obstacles i instal·lar milícies armades per a entrebancar la navegació.

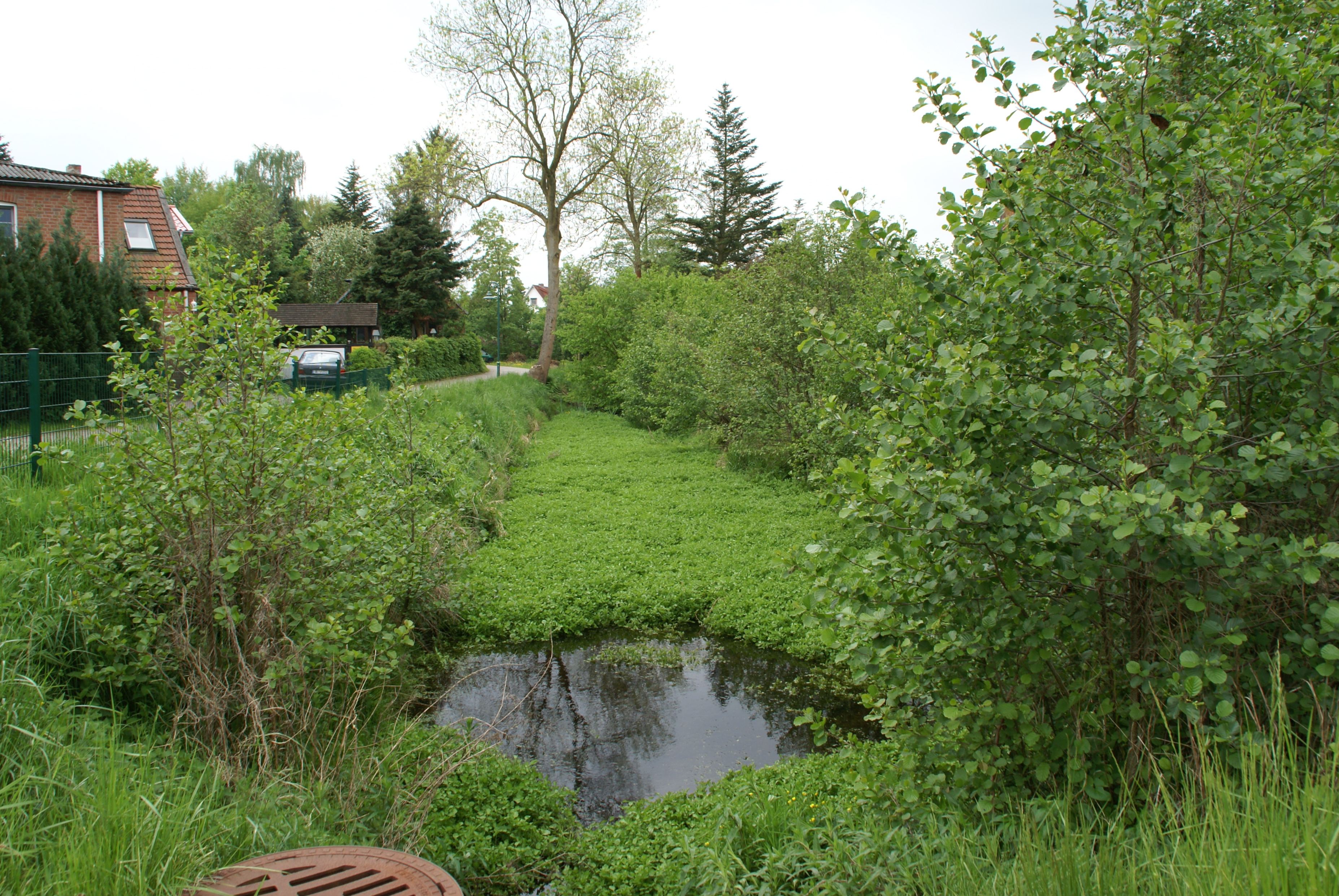
Els restos del canal a Sülfeld

El comte Magnus II de Saxònia-Lauenburg va denunciar la ciutat d'Hamburg per la seva manca a guanyar en conseqüència de la baixada dels ingressos del peatge sobre el canal de Stecknitz, encara que no hagi tingut guany de causa. Tot i això, la rendibilitat del canal va haver de ser molt pobre, sinó la ciutat d'Hamburg hauria actuat per mantenir el canal obert.
Tot i que va fracassar aquest projecte, el somni d'una connexió navegable entre el mar del nord i bàltic va continuar a turmentar els esperits. El 1770, es pensava a una connexió de Kiel cap a Hamburg i Lübeck pels rius Schwentine, Alster i Trave. Napoleó va projectar un canal del Trave via l'Alster cap al Weser i fins i tot el Rin. La connexió d'Oldesloe a la xarxa de ferrocarrils el 1865 va parar tota vel·leïtat de construcció de canals entre Hamburg i Lübeck. L'Schleswig-Holsteinische-Canal inaugurat el 1784, i el seu successor el Nord-Ostsee-Kanal, inaugurat el 1895 i sempre funcional així com el Canal Elba-Lübeck acabaren a reunir els dos mars permanentment.

## El canal avui

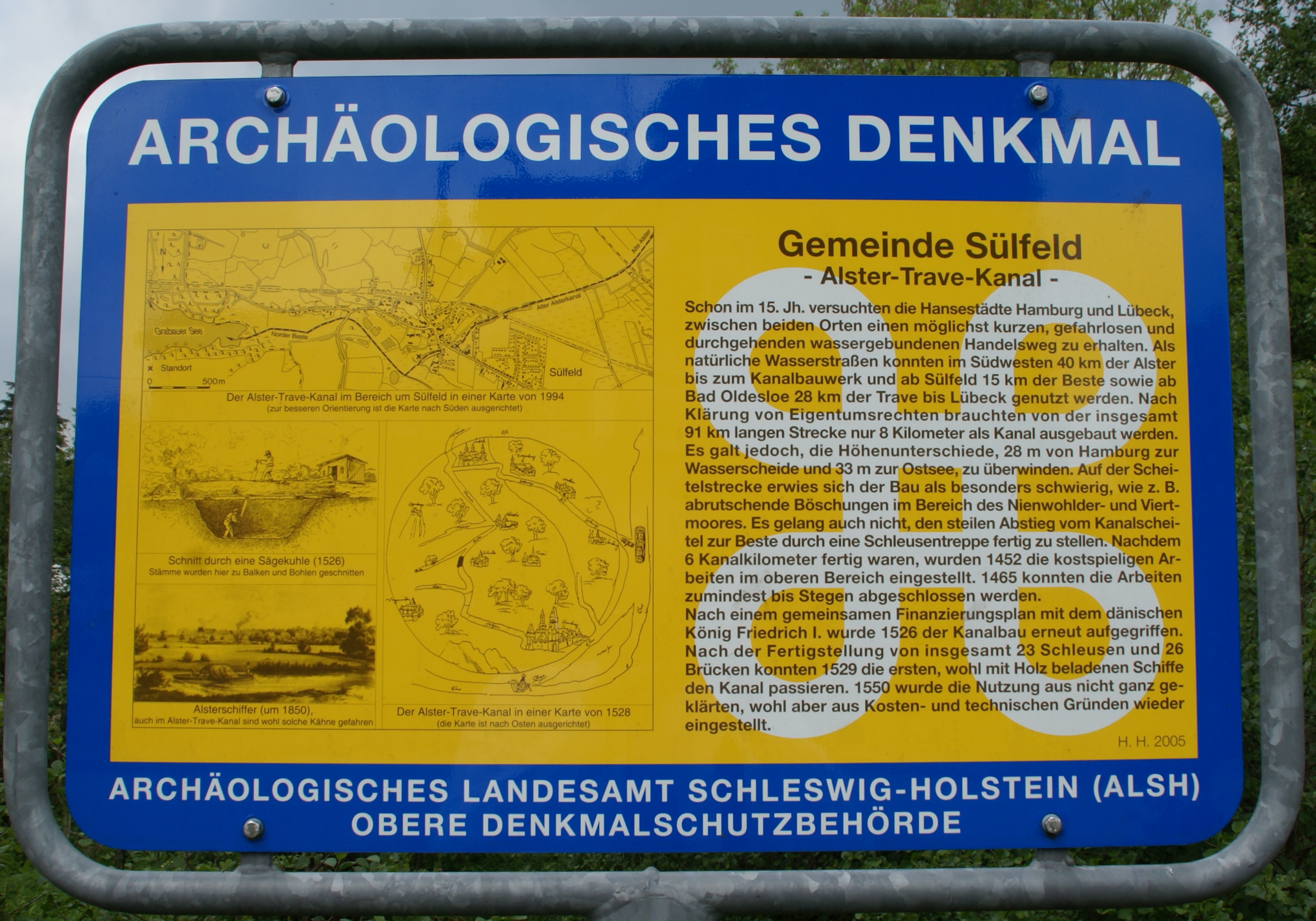
Taula d'informació de monument llistat a Sülfeld

La navegació va continuar al tram des de l'Elba fins a Stegen fins a la fi de la segona guerra mundial. Des d'aleshores, a poc a poc, l'Alster canalitzat va començar a perdre el seu paper a la xarxa de transport de mercaderies. Les rescloses van caure en ruïnes i el seu únic paper va esdevenir la regulació del nivell de les aigües. Per a la navegació amb canoes van construir-se escaros.
Als anys 1960 l'interès per als vestigis històrics s'aproperava de zero i es pensava a terraplenar els restos del canal i urbanitzar-los. L'arxivador municipal Ulrich Bärwald va lluitar per al manteniment i la seva acció va acabar en fer reconèixer-los com monument llistat. El 2005 un sender per passejants i ciclistes tot al llarg dels 8 quilòmetres del tram Alster-Beste va inaugurar-se.

## Afluents
- Mühlenbach
- Wedenbek